# Dystrykt Chililabombwe
Dystrykt Chililabombwe – dystrykt Zambii w Prowincji Copperbelt. W 2000 roku liczył 67 533 mieszkańców (z czego 50,92% stanowili mężczyźni) i obejmował 11 997 gospodarstw domowych. Siedzibą administracyjną dystryktu jest Chililabombwe.